# فهرست استانداردهای EN
استانداردها (اختصار EN به دلیل ترجمه بیشتر ترجمه از فرانسه / آلمانی به عنوان استانداردهای اروپایی) توسط CEN (کمیته استاندارد اروپا)، CENELEC (کمیته اروپایی استانداردسازی الکتروتکنیک) و ETSI (مؤسسه استاندارد ارتباطات اروپا).

## استانداردهای ۱–۹۹۹
- EN ۱: کوره‌های روغن مایع با بخار بخار
- EN ۲: طبقه‌بندی آتش‌سوزی
- EN ۳: آتش خاموش قابل حمل
- EN ۱۹: دریچه‌های صنعتی - علامت گذاری سوپاپ‌های فلزی
- EN ۲۶: آبگرمکن‌های لحظه ای گاز برای تولید آب داغ خانگی
- EN ۴۰–۱: ستون‌های روشنایی - قسمت ۱: تعاریف و اصطلاحات
- EN ۴۰–۲: ستون‌های روشنایی - قسمت ۲: الزامات عمومی و ابعاد
- EN ۴۰-۳-۱: ستون‌های روشنایی - قسمت ۳–۱: طراحی و تأیید - مشخصات بارهای مشخص شده
- EN ۴۰-۳-۲: ستون‌های روشنایی - قسمت ۳–۲: طراحی و تأیید - تأیید با آزمایش
- EN ۴۰-۳-۳: ستون‌های روشنایی - قسمت ۳–۳: طراحی و تأیید - تأیید با محاسبه
- EN ۴۰–۴: ستون‌های روشنایی - قسمت ۴: ملزومات ستون‌های تقویت شده و پیش تقویت شده بتن
- EN ۴۰–۵: ستون‌های روشنایی - بخش ۵: الزامات ستون‌های روشنایی فولاد
- EN ۴۰–۶: ستون‌های روشنایی - قسمت ۶: الزامات ستون‌های روشنایی آلومینیوم
- EN ۴۰–۷: ستون‌های نورپردازی - قسمت ۷: الزامات ستون‌های سبک کامپوزیت پلیمر تقویت شده فیبر
- EN ۵۴: سیستم‌های تشخیص آتش و سیستم‌های اعلام حریق
- EN ۷۱: ایمنی اسباب بازی‌ها
- EN ۸۱: ایمنی آسانسور
- EN ۱۱۵: ایمنی پله‌ها و پیاده‌روی
- EN ۱۶۶: حفاظت از چشم شخصی. مشخصات فنی
- EN ۱۹۶: روش‌های آزمایش سیمان (۱۰ قسمت)
- EN ۱۹۷–۱: سیمان - قسمت ۱: ترکیب، مشخصات و معیارهای انطباق برای سیمان‌های معمولی
- EN ۱۹۷–۲: سیمان - قسمت ۲: ارزیابی سازگاری
- EN ۲۰۶–۱: بتن - قسمت ۱: مشخصات، عملکرد، تولید و سازگاری
- EN ۲۰۷: طبقه‌بندی و مشخصات فیلترها و حفاظت چشم در برابر لیزر
- EN ۲۰۸: طبقه‌بندی فیلترهای حفاظت چشم برای تراز لیزر
- EN ۲۲۸: مشخصات بنزین خودرو
- EN ۲۵۰: تجهیزات تنفسی دستگاه غواصی هوای فشرده دارای مجتمع باز است. مورد نیاز، تست، علامت گذاری
- EN ۲۸۰: سیستم عامل‌های ارتقاء موبایل. محاسبات طراحی، معیارهای پایداری، ساخت و ساز، امتحانات ایمنی و آزمایش
- EN ۲۸۷–۱: «آزمون تست جوشکار - جوشکاری فیوژن - قسمت ۱: فولاد» (۲۰۱۱)
- EN ۲۹۴: ایمنی ماشین آلات؛ فاصله ایمنی برای جلوگیری از آسیب زدن به مناطق خطرناک توسط اندام فوقانی
- EN ۲۹۸: سیستم‌های کنترل اتوماتیک گاز سوز برای مشعل گاز و دستگاه‌های سوزاندن گاز با یا بدون فن
- EN ۳۳۶: چوب سازه - اندازه‌ها، انحرافات مجاز
- EN ۳۳۸: چوب سازه - کلاس‌های قدرت
- EN ۳۴۱: تجهیزات حفاظتی شخصی در برابر سقوط از ارتفاع. دستگاه‌های خنک‌کننده
- EN ۳۵۲–۲: اصلاح استانداردهای ۲۰۰۲ در مورد حفاظت شنوایی. الزامات ایمنی و آزمایش، به‌طور کلی در مورد earplugs.
- EN ۳۵۳–۱: تجهیزات حفاظتی شخصی در برابر سقوط از ارتفاع. راننده‌هایی که دارای نوع مداخله ای هستند، از جمله یک لنگر سفت و محکم هستند
- EN ۳۵۳–۲: تجهیزات حفاظتی شخصی در برابر سقوط از ارتفاع. راننده‌هایی که دارای نوع هدایت هستند و دارای یک خط لنگر انعطاف‌پذیر هستند
- EN ۳۵۴: تجهیزات حفاظتی شخصی در برابر سقوط از ارتفاع. تسمه یا طناب
- EN ۳۵۵: تجهیزات حفاظتی شخصی در برابر سقوط از ارتفاع. جذب انرژی
- EN ۳۵۸: تجهیزات حفاظتی شخصی برای موقعیت کاری و جلوگیری از سقوط از ارتفاع. کمربند برای موقعیت کار و محدودیت و محل کار تسمه یا طناب
- EN ۳۶۰: تجهیزات حفاظتی شخصی در برابر سقوط از ارتفاع. بازدارنده‌های نوع بازدارنده سقوط
- EN ۳۶۱: تجهیزات حفاظتی شخصی در برابر سقوط از ارتفاع. مهار کامل بدن
- EN ۳۶۲: تجهیزات حفاظتی شخصی در برابر سقوط از ارتفاع. اتصالات
- EN ۳۶۳: تجهیزات حفاظتی شخصی در برابر سقوط از ارتفاع. سیستم دستگیری پاییز
- EN ۳۷۴: دستکش‌های حفاظتی در برابر مواد شیمیایی و میکرو ارگانیسم‌ها
- EN ۳۸۱: لباس محافظ برای کاربران اره برقی، به عنوان مثال شلوار، کت، دستکش، چکمه / گتر.
- EN ۳۸۶: چوب لمینت چسب - الزامات عملکرد و حداقل تولید مورد نیاز
- EN ۳۸۸: دستکش‌های محافظ در مقابل خطرات مکانیکی
- EN ۳۹۰: چوب لمینت چسب اندازه‌ها انحرافات مجاز
- EN ۳۹۱: چوب لمینت چسب - تست لرزش خطوط چسب
- EN ۳۹۲: چوب لمینت چسب - تست برشی خطوط چسب
- EN ۳۹۷: مشخصات برای کلاه ایمنی صنعتی
- EN ۴۰۳: دستگاه‌های حفاظتی تنفسی برای خود نجات دستگاه فیلتر با هود برای فرار از آتش. مورد نیاز، تست، علامت گذاری
- EN ۴۰۸: چوب ساختمانی و تخته چسب چوب - تعیین برخی از خواص فیزیکی و مکانیکی
- EN ۴۱۷: کارتریج‌های فلزی غیرقابل بارگذاری برای گازهای مایع مایع
- EN ۴۲۰: دستکش‌های محافظ ژن
- EN ۴۳۸: ورقه‌های تزئینی با فشار بالا (HPL) بر اساس رزین‌های حرارتی.
- EN ۴۴۰: «مواد جوشکاری الکترودهای سیم و رسوب برای جوشکاری قوس الکتریکی از فولاد ضدزنگ فولاد ضدزنگ و فولاد خوب - طبقه‌بندی» (۱۹۹۴)
- EN ۴۷۴: ماشین آلات جابجایی در زمین. ایمنی نیازهای عمومی
- EN ۴۵۰: پرواز خاکستر برای بتن - تعاریف، الزامات و کنترل کیفیت
- EN ۵۱۸: چوب سازه. درجه‌بندی. الزامات استانداردهای درجه‌بندی قدرت بصری (جایگزین EN 14081-1)
- EN ۵۱۹: چوب سازه درجه‌بندی. الزامات ماشین آلات تراش برش و ماشین آلات درجه‌بندی شده (جایگزین EN 14081-1)
- EN ۵۶۷: تجهیزات کوهنوردی. طناب گیر. الزامات ایمنی و روش‌های آزمایش
- EN ۵۹۰: مشخصات برای دیزل خودرو
- EN ۶۹۴: شیلنگ آتش‌نشانی. شلنگ‌های نیمه سخت برای سیستم‌های ثابت
- EN 716: کت و شلوار کفش بچه‌ها برای استفاده در منزل
- EN ۷۹۵: حفاظت در برابر سقوط از ارتفاع. دستگاه لنگر مورد نیاز و آزمایش
- EN ۸۰۵: تأمین آب مورد نیاز برای سیستم‌ها و اجزای ساختمان‌های بیرون
- EN ۸۱۳: تجهیزات حفاظتی شخصی برای جلوگیری از افتادن از ارتفاع. مهار ساقط
- EN ۸۳۷: اتصالات فشار
- EN ۸۴۰: ظروف زباله موبایل.
- EN ۸۷۷: لوله‌ها و اتصالات چدن، اتصالات و لوازم جانبی آن‌ها برای تخلیه آب از ساختمان. الزامات، روش‌های تست و تضمین کیفیت
- EN ۹۳۳–۱: آزمون خواص هندسی سنگین - قسمت ۱: تعیین توزیع اندازه ذرات - روش بارگذاری
- EN ۹۳۴–۲: افزودنی برای بتن، ملات و گرد و غبار - قسمت ۲: مواد افزودنی بتن - تعاریف و الزامات
- EN ۹۶۲–۱: تجهیزات پاراگلایدر - پاراگلایدر - قسمت ۱: الزامات و روش‌های آزمون برای استحکام ساختاری
- EN ۹۶۲–۲: تجهیزات پاراگلایدر - پاراگلایدر - قسمت ۲: الزامات و روش‌های آزمون برای طبقه‌بندی ویژگی‌های ایمنی پرواز
- EN ۹۸۰: نمادها برای استفاده در برچسب گذاری وسایل پزشکی

## استانداردهای ۱۰۰۰–۱۸۹۹
- EN ۱۰۱۰–۱: ایمنی ماشین آلات. الزامات ایمنی برای طراحی و ساخت ماشین آلات چاپ و کاغذ. الزامات مشترک
- EN ۱۰۱۰–۲: ایمنی ماشین آلات. الزامات ایمنی برای طراحی و ساخت ماشین آلات چاپ و کاغذ. ماشین آلات چاپ و برش از جمله ماشین آلات قبل از مطبوعات
- EN ۱۰۱۰–۳: ایمنی ماشین آلات. الزامات ایمنی برای طراحی و ساخت ماشین آلات چاپ و کاغذ. ماشین آلات برش
- EN ۱۰۱۰–۴: ایمنی ماشین آلات. الزامات ایمنی برای طراحی و ساخت ماشین آلات چاپ و کاغذ. ماشین آلات چاپ، ماشین آلات چاپ و پایان کاغذ
- EN ۱۰۱۰–۵: ایمنی ماشین آلات - الزامات ایمنی برای طراحی و ساخت ماشین آلات چاپ و کاغذ. ماشین آلات برای تولید راه راه
- EN ۱۰۶۹: اسلاید آب از ارتفاع ۲ متر و بیشتر
- EN۱۰۷۸: کلاه ایمنی برای دوچرخه سواری، اکسیت برد و اکسیت چرخدار
- EN۱۱۷۶: وسائل و تجهیزات زمین بازی
- EN۱۱۷۷: وسائل جذاب زمین بازی - ایمنی و آزمایش
- EN۱۳۲۵: واژگان مدیریت ارزش - ارزشیابی و بررسی توابع و ارزش‌های محوری
- EN۱۳۹۹: وسائل و قوانین ایمنی مربوط به حفاظت از پا و انگشتان پا در مقابل ضربه یا سوختگی بر اثر سیگار بر روی کف پوش
- EN۱۴۹۶: وسائل محافظتی و حمایتی در برابر خطر سقوط از ارتفاع - وسائل حمل‌کنندهٔ بدن برای جلوگیری از سقوط
- EN۱۸۱۵: منسوجات و پوشش‌های مرتجع کف - ارزیابی الکتریسته ساکن
- EN۱۸۹۱: وسائل محافظتی و حمایتی در برابر خطر سقوط از ارتفاع - طناب‌های با ارتجاع اندک

## استانداردهای ۱۹۹۰–۱۹۹۹ (کدهای اروپایی)
- EN۱۹۹۰: (کد ۰) اصول پایهٔ طراحی ساختمان
- EN۱۹۹۱: (کد یک) اجرا و شروع به کار برای پی ریزی و ساخت
- EN۱۹۹۲: (کد دو) طراحی و سفت کاری
- EN۱۹۹۳: (کد سه) طراحی اسکلت‌بندی ساختمان
- EN۱۹۹۴: (کد چهار) طراحی اسکلت‌بندی مخلوط و جنس فولاد
- EN۱۹۹۵: (کد پنج) طراحی ساختمان‌هایی که در آن‌ها الوار به کار می‌رود
- EN۱۹۹۶: (کد شش) روش‌های بنایی
- EN۱۹۹۷: (کد هفت) طراحی و روش‌های مربوط به در نظر گرفتن فنون جغرافیایی در ساخت و ساز
- EN۱۹۹۸: (کد هشت) طراحی و روش‌های مقاوم‌سازی بنا در مقابل زلزله
- EN۱۹۹۹: (کد نه) استفاده از آلومینیوم برای سازه

## استانداردهای ۱۰۰۰۰–۱۰۹۹۹
این محدوده شامل تقریباً به‌طور انحصاری استانداردهای CEN مربوط به آهن و فولاد است.
- EN ۱۰۰۰۲: مواد فلزی - تست کششی
- EN ۱۰۰۰۲–۱: روش آزمون در دمای محیط
- EN ۱۰۰۲۵: محصولات نورد گرم فولادهای ساختاری
- EN ۱۰۰۲۵–۱: قسمت ۱: شرایط تحویل عمومی فنی
- EN ۱۰۰۲۵–۲: قسمت ۲: شرایط تحویل فنی برای فولادهای غیر آلیاژ سازه
- EN ۱۰۰۲۵–۳: قسمت ۳: شرایط تحویل فنی برای فولادهای ساختاری خوب دانه‌های فلزی عادی شده / نرمال شده
- EN ۱۰۰۲۵–۴: قسمت چهارم: شرایط تحویل فنی برای فولادهای ساختاری خوب دانه‌های فولادی قابل جوش ترمومکانیکی
- EN ۱۰۰۲۵–۵: قسمت ۵: شرایط تحویل فنی برای فولادهای ساختمانی با مقاومت به خوردگی بهبود یافته در جو
- EN ۱۰۰۲۵–۶: قسمت ۶: شرایط تحویل فنی برای محصولات صاف فولادهای ساختاری با مقاومت بالا در شرایط ملایم و ملایم
- EN ۱۰۰۲۷: سیستم‌های تعیین شده برای فولاد [۳]
- EN ۱۰۲۰۴: محصولات فلزی - انواع اسناد بازرسی
- EN ۱۰۲۱۶: لوله‌های فولادی بدون درز برای مقاصد فشار
- EN ۱۰۲۱۶–۱: قسمت ۱: لوله‌های فولادی غیر آلیاژ با خصوصیات دمای اتاق خاص
- EN ۱۰۲۱۶–۲: قسمت ۲: لوله‌های غیر آلیاژ و فولاد آلیاژی با خصوصیات درجه حرارت بالا مشخص شده‌است
- EN ۱۰۲۱۶–۳: قسمت ۳: لوله‌های فولادی دانه ای آلیاژی
- EN ۱۰۲۱۶–۴: قسمت ۴: لوله‌های غیر آلیاژ و فولاد آلیاژی با خواص دمای پایین خاص
- EN ۱۰۲۱۶–۵: قسمت ۵: لوله‌های فولادی ضدزنگ
- EN ۱۰۲۱۷: لوله‌های فولادی جوش داده شده برای مقاصد فشار
- EN ۱۰۲۱۷–۱: قسمت ۱: لوله‌های فولادی غیر آلیاژ با خصوصیات دمای اتاق خاص
- EN ۱۰۲۱۷–۲: قسمت ۲: لوله‌های غیر آلیاژی و آلیاژهای فولادی آلیاژ با خاصیت‌های درجه حرارت مشخص شده
- EN ۱۰۲۱۷–۳: قسمت ۳: لوله‌های پلی اتیلن دانه‌های فولادی آلیاژی
- EN ۱۰۲۱۷–۴: قسمت ۴: لوله‌های فولادی غیر آهنی الکتریکی جوش داده شده با خواص دمای پایین خاص
- EN ۱۰۲۴۰: پوشش محافظ داخلی یا خارجی برای لوله‌های فولادی - مشخصات برای پوشش‌های گالوانیزه گرم در کارخانه‌های اتوماتیک

## استانداردهای ۱۱۰۰۰–۴۹۹۹۹
- EN ۱۲۱۰۲: تهویه مطبوع، بسته‌های مایع خنک‌کننده مایع، پمپ‌های حرارتی و رطوبت با کمپرسورهای الکتریکی جهت گرم کردن و خنک سازی فضای - اندازه‌گیری سر و صدای هوایی - تعیین سطح قدرت صدا
- EN ۱۲۱۰۳: کفپوش‌های مقاوم در برابر کف - زیرپوش چوب پنبه Agglomerated - مشخصات
- EN ۱۲۱۰۴: پوشش‌های مقاوم در برابر کف - کاشی کف پنبه ای - مشخصات
- EN ۱۲۱۰۵: پوشش‌های مقاوم در برابر کف - تعیین میزان رطوبت چوب پنبه ای آگلومره
- EN ۱۲۱۹۹: پوشش‌های مقاوم در برابر کف. مشخصات پوشش‌های یکپارچه و ناهمگن تسکین دهنده لاستیکی
- EN ۱۲۲۲۱: تغییر واحد برای استفاده خانگی
- EN ۱۲۲۴۶: طبقه‌بندی کیفیت چوب مورد استفاده در پالت‌ها و بسته‌بندی
- EN ۱۲۲۵۵: گیاهان تصفیه فاضلاب
- EN ۱۲۲۵۵–۱: قسمت ۱: اصول ساخت و ساز عمومی
- EN ۱۲۲۵۵–۲: قسمت ۲: الزامات عملکرد تأسیسات پمپاژ فاضلاب خام
- EN ۱۲۲۵۵–۳: قسمت ۳: درمان اولیه
- EN ۱۲۲۵۵–۴: قسمت ۴: حل و فصل اولیه
- EN ۱۲۲۵۵–۵: قسمت ۵: فرآیندهای لگن
- EN ۱۲۲۵۵–۶: قسمت ۶: روند لجن فعال
- EN ۱۲۲۵۵–۷: قسمت ۷: راکتورهای زیستی ثابت فیلم
- EN ۱۲۲۵۵–۸: قسمت ۸: درمان و ذخیره‌سازی لجن
- EN ۱۲۲۵۵–۹: قسمت ۹: کنترل بخور و تهویه
- EN ۱۲۲۵۵–۱۰: قسمت ۱۰: اصول ایمنی
- EN ۱۲۲۵۵–۱۱: بخش ۱۱: اطلاعات عمومی مورد نیاز است
- EN ۱۲۲۵۵–۱۲: بخش ۱۲: کنترل و اتوماسیون
- EN ۱۲۲۵۵–۱۳: قسمت ۱۳: درمان شیمیایی - درمان فاضلاب با بارش / فلکشن
- EN ۱۲۲۵۵–۱۴: قسمت ۱۴: ضدعفونی کردن
- EN ۱۲۲۵۵–۱۵: قسمت ۱۵: اندازه‌گیری انتقال اکسیژن در آب پاک در مخازن هوادهی از گیاهان لجن فعال
- EN ۱۲۲۵۵–۱۶: قسمت ۱۶: فیزیکی (مکانیکی) تصفیه
- EN ۱۲۲۷۷: کوهنوردی و اسب سواری صعود
- EN ۱۲۲۸۱: چاپ و کسب و کار کاغذی. شرایط لازم برای کاغذ کپی.
- EN ۱۲۳۴۵: جوشکاری شرایط چند زبانه برای مفاصل جوش با تصاویر
- EN ۱۲۴۹۲: کلاه کوهنوردی
- EN ۱۲۵۶۶: سیستم‌های تصفیه فاضلاب کوچک تا 50 PT
- EN ۱۲۵۶۶–۱: قسمت ۱: مخازن سپتیک پیش ساخته
- EN ۱۲۵۶۶–۲: قسمت ۲: سیستم نفوذپذیری خاک
- EN ۱۲۵۶۶–۳: قسمت ۳: بسته‌بندی شده و / یا سایت جمع‌آوری ایستگاه‌های تصفیه خانه فاضلاب
- EN ۱۲۵۶۶–۴: قسمت ۴: مخازن سپتیک در محل از کیت‌های پیش ساخته مونتاژ شده‌است
- EN ۱۲۵۶۶–۵: قسمت ۵: سیستم‌های تصفیه پساب تصفیه شده
- EN ۱۲۵۶۶–۶: قسمت ۶: واحدهای تصفیه پیش ساخته برای پساب سپتیک
- EN ۱۲۵۶۶–۷: قسمت ۷: واحدهای ترمیمی آماده‌سازی پیش ساخته
- EN ۱۲۵۷۲: سازه‌های کوهنوردی مصنوعی
- EN ۱۲۶۰۰: طبقه‌بندی مقاومت سایشی تا ضربه
- EN ۱۲۶۶۳: برنامه‌های کاربردی در راه‌آهن - الزامات ساختاری وسایل نقلیه راه‌آهن
- EN ۱۲۷۹۷: ریخته‌گری - آزمون‌های مخرب مفاصل ریخته‌گری
- EN ۱۲۷۹۹: ریخته‌گری - معاینه غیر مخرب مفاصل ریخته‌گری
- EN ۱۲۸۱۰: داربست‌های نما ساخته شده از قطعات پیش ساخته
- EN ۱۲۸۱۱: تجهیزات کار موقت
- EN ۱۲۸۴۱: تجهیزات حفاظت از سقوط شخصی. سیستم‌های دسترسی طناب. ابزار تنظیم طناب
- EN ۱۲۸۹۰: الگوها، تجهیزات الگوی و جعبه‌های اصلی برای تولید قالب‌های شن و ماسه و هسته
- EN ۱۲۹۵۲: بویلر آب لوله و تأسیسات کمکی
- EN ۱۲۹۷۳: مدیریت ارزش
- EN ۱۲۹۷۵–۱: سیستم‌های حرارتی خورشیدی و اجزای سازنده - مجموعه‌های خورشیدی
- EN ۱۳۱۳۳: «ریخته‌گری - تأیید برازر» (۲۰۰۰)
- EN ۱۳۱۴۵: برنامه‌های کاربردی راه‌آهن - ردیاب - چوب پنیر و حامل
- EN ۱۳۱۴۶: برنامه‌های کاربردی راه‌آهن - ردیابی - روش‌های تست برای سیستم‌های اتصال
- EN ۱۳۱۶۲: ۲۰۱۳–۰۳: محصولات عایق حرارتی ساختمان - تولیدات پشم معدنی کارخانه (MW)
- EN ۱۳۲۰۴: ابزارهای نجات هیدرولیکی دوگانه برای استفاده از خدمات آتش‌نشانی و نجات. الزامات ایمنی و عملکرد [۴]
- EN ۱۳۳۰۰: کیفیت و طبقه‌بندی (داخلی) رنگ دیوار
- EN ۱۳۴۰۲: تعیین اندازه لباس
- EN ۱۳۴۳۲: بسته‌بندی کامپوزیتی و زیست تخریب پذیر
- EN ۱۳۴۴۵: مخازن با فشار فشرده
- EN ۱۳۴۸۰: لوله‌های صنعتی فلزی
- EN ۱۳۵۰۱: طبقه‌بندی آتش مصالح ساختمانی و عناصر ساختمان
- EN ۱۳۵۳۷: درجه حرارت برای کیسه خواب
- EN 13594: ۲۰۰۲: دستکش‌های حفاظتی برای سواران حرفه‌ای موتور سیکلت. الزامات و روش‌های آزمون
- EN ۱۳۵۹۵–۱: ۲۰۰۲: لباس محافظ برای سواران حرفه‌ای موتور سیکلت. کت، شلوار و کت و شلوار. نیازهای عمومی
- EN ۱۳۵۹۵–۲: ۲۰۰۲: لباس‌های حفاظتی برای سواران حرفه‌ای موتور سیکلت. کت، شلوار و کت و شلوار. روش آزمون برای تعیین مقاومت در برابر سایش
- EN ۱۳۵۹۵–۳: ۲۰۰۲: لباس حفاظتی برای سواران حرفه‌ای موتور سیکلت. کت، شلوار و کت و شلوار. روش آزمون برای تعیین قدرت پشت سر هم
- EN ۱۳۵۹۵–۴: ۲۰۰۲: لباس محافظ برای سواران حرفه‌ای موتور سیکلت. کت، شلوار و کت و شلوار. روش‌های آزمون برای تعیین مقاومت برش ضربه
- EN ۱۳۶۱۲: ارزیابی عملکرد دستگاه‌های تشخیصی in-vitro
- EN ۱۳۶۳۴: ۲۰۰۲: کفش حفاظتی برای سواران حرفه‌ای موتور سیکلت. الزامات و روش‌های آزمون
- EN ۱۳۶۴۰: تست پایداری واکنش‌های تشخیصی in vitro
- EN ۱۳۷۵۷: سیستم ارتباطی برای متر و خواندن از راه دور متر (Meter-Bus)
- EN 13940: ۲۰۱۶: سیستم مفاهیم برای حمایت از c
- EN ۱۴۰۸۱–۱: سازه‌های چوب - تخته‌های ساختاری مقاومتی با مقطع مستطیل شکل - بخش ۱: الزامات عمومی
- EN ۱۴۰۸۱–۲: سازه‌های چوب - املاح ساختاری درجه‌بندی شده با مقطع مستطیل شکل - قسمت ۲: درجه‌بندی ماشین؛ الزامات اضافی برای تست نوع اولیه.
- EN ۱۴۰۸۱–۳: سازه‌های چوب - تخته‌های ساختاری درجه‌بندی شده با مقطع مستطیل شکل - قسمت ۳: درجه‌بندی ماشین؛ الزامات اضافی برای کنترل تولید کارخانه.
- EN ۱۴۰۸۱–۴: سازه‌های چوب - تخته‌های ساختاری درجه‌بندی شده با مقطع مستطیل شکل - قسمت ۴: درجه‌بندی ماشین؛ درجه‌بندی دستگاه برای سیستم‌های کنترل شده دستگاه.
- EN ۱۴۲۱۴: استاندارد بیودیزل خالص
- EN ۱۴۵۱۱: تهویه مطبوع، بسته‌های مایع خنک‌کننده و پمپ‌های حرارتی با کمپرسورهای الکتریکی جهت گرم کردن و خنک سازی فضا
- EN ۱۴۹۰۴: سطوح برای مناطق ورزشی. سطوح درونی برای استفاده از چند ورزش. مشخصات
- EN 14988-1: ۲۰۰۶: صندلی‌های عالی کودکان. قسمت ۱: الزامات ایمنی
- EN 14988-2: ۲۰۰۶: صندلی‌های عالی کودکان. قسمت ۲: روش تست
- EN ۱۵۲۵۱: پارامترهای ورودی محیط داخلی داخل محوطه برای طراحی و ارزیابی عملکرد انرژی ساختمان‌ها - رسیدگی به کیفیت هوا در محیط داخلی، محیط حرارتی، روشنایی و آکوستیک
- EN ۱۵۵۳۱: رابط سرویس برای اطلاعات زمان واقعی
- EN ۱۵۵۹۵: برنامه‌های کاربردی در راه‌آهن - ترمز - تجهیزات پیشگیری از لغزش چرخ [۵]
- EN ۱۵۷۱۴: دریچه‌های صنعتی - محرک
- EN ۱۵۷۴۴: شناسایی فیلم - حداقل مجموعه ای از ابرداده‌ها برای کارهای سینمایی
- EN ۱۵۸۳۸: مراکز تماس با مشتری - الزامات ارائه خدمات
- EN ۱۵۸۸۳: واشر-ضد عفونی کننده
- EN ۱۵۹۰۷: شناسایی فیلم - افزایش قابلیت همکاری متادیتا - مجموعه عناصر و ساختارها
- EN ۱۶۰۰۱: سیستم‌های مدیریت انرژی؛ خارج شده، جایگزین ISO 50001 می‌شود
- EN ۱۶۰۳۴: در ورودی عابر پیاده، درهای صنعتی، تجاری، گاراژ و پنجره‌های باز. استاندارد محصول، مشخصات عملکرد مشخصات مقاوم در برابر آتش و / یا دود
- EN ۱۶۱۱۴: خدمات مشاوره مدیریت
- EN ۱۶۲۴۷: ممیزی‌های انرژی
- EN ۲۸۶۰۱: عناصر داده و فرمت‌های تبادل؛ تبادل اطلاعات؛ نمایش تاریخ و زمان
- EN ۴۵۵۰۲–۱: دستگاه‌های پزشکی ایمپلنت فعال - قسمت اول: الزامات عمومی برای ایمنی، علامت گذاری و اطلاعاتی که توسط سازنده ارائه می‌شود
- EN ۴۵۵۴۵: برنامه‌های کاربردی راه‌آهن. حفاظت از آتش در وسایل نقلیه راه‌آهن.
- EN ۴۵۵۴۵–۱: برنامه‌های کاربردی راه‌آهن. حفاظت از آتش در وسایل نقلیه راه‌آهن. عمومی
- EN ۴۵۵۴۵–۲: برنامه‌های کاربردی راه‌آهن. حفاظت از آتش در وسایل نقلیه راه‌آهن. مقررات مربوط به رفتار آتش مواد و اجزاء
- EN ۴۵۵۴۵–۳: برنامه‌های کاربردی راه‌آهن. حفاظت از آتش در وسایل نقلیه راه‌آهن. الزامات مقاوم در برابر آتش برای موانع آتش
- EN ۴۵۵۴۵–۴: برنامه‌های کاربردی راه‌آهن. حفاظت از آتش در وسایل نقلیه راه‌آهن. الزامات ایمنی آتش برای طراحی سهام نورد
- EN ۴۵۵۴۵–۵: برنامه‌های کاربردی راه‌آهن. حفاظت از آتش در وسایل نقلیه راه‌آهن. الزامات ایمنی آتش برای وسایل الکتریکی از جمله اتوبوس‌های ترمز، اتوبوس‌های مسیریابی و وسایل نقلیه مغناطیسی
- EN ۴۵۵۴۵–۶: برنامه‌های کاربردی راه‌آهن. حفاظت از آتش در وسایل نقلیه راه‌آهن. سیستم‌های آتش‌سوزی و مدیریت
- EN ۴۵۵۴۵–۷: برنامه‌های کاربردی راه‌آهن. حفاظت از آتش در وسایل نقلیه راه‌آهن. الزامات ایمنی آتش برای تأسیسات گاز مایع قابل اشتعال و قابل اشتعال*

## استانداردهای ۵۰۰۰۰–۵۹۹۹۹(استانداردهای الکتریکی خاص CEN، غیر IEC)
EN ۵۰۰۲۲: سی‌وپنج میلی‌متر ریل‌های نصب و راه اندازی بالا شانه برای تابلوهای کم ولتاژ (ریل DIN)
EN 50075: Europlug
- EN ۵۰۰۰: سیستم‌های الکترونیکی خانه و ساختمان (KNX / EIB)
- EN ۵۰۱۲: درجه حفاظت ارائه شده توسط محوطه برای تجهیزات الکتریکی در برابر اثرات مکانیکی خارجی
- EN ۵۰۱۹: برنامه‌های کاربردی راه‌آهن - نصب و راه اندازی ثابت: خطوط تماس اضطراری کشش الکتریکی برای راه‌آهن
- EN ۵۰۱۲۱: برنامه‌های کاربردی راه‌آهن - سازگاری الکترومغناطیسی
- EN ۵۰۱۲۱–۱: برنامه‌های کاربردی در راه‌آهن - سازگاری الکترومغناطیسی قسمت ۱: عمومی
- EN ۵۰۱۲۱–۲: برنامه‌های کاربردی راه‌آهن - سازگاری الکترومغناطیسی - قسمت ۲: انتشار کل سیستم راه‌آهن به دنیای بیرون
- EN ۵۰۱۲۱-۳-۱: برنامه‌های راه‌آهن - سازگاری الکترومغناطیسی - قسمت ۳–۱: قطار نورد - قطار و وسیله نقلیه کامل
- EN ۵۰۱۲۱-۳-۲: برنامه‌های راه‌آهن - سازگاری الکترومغناطیسی - قسمت ۳–۲: قطار نوردی - دستگاه
- EN ۵۰۱۲۱–۴: برنامه‌های کاربردی راه‌آهن - سازگاری الکترومغناطیسی - قسمت ۴: انتشار و ایمنی دستگاه سیگنالینگ و مخابرات
- EN ۵۰۱۲۱–۵: برنامه‌های کاربردی راه‌آهن - سازگاری الکترومغناطیسی - قسمت ۵: انتشار و ایمنی از تأسیسات و دستگاه‌های قدرت ثابت
- EN ۵۰۱۲۲: برنامه‌های راه‌آهن - تأسیسات ثابت
- EN ۵۰۱۲۲–۱: برنامه‌های راه‌آهن - نصب و راه اندازی ثابت - ایمنی برق، زمین و مدار بازگشت - قسمت ۱: مقررات حفاظتی در برابر شوک الکتریکی
- EN ۵۰۱۲۲–۲: برنامه‌های کاربردی راه‌آهن - نصب و راه اندازی ثابت - قسمت ۲: مقررات حفاظتی علیه اثرات جریان‌های Stray ناشی از d.c. سیستم‌های کشش
- EN ۵۰۱۲۲–۳: برنامه‌های راه‌آهن - تأسیسات ثابت - ایمنی برق، زمین و مدار بازگشت - قسمت ۳: تعامل متقابل a.c. و d.c. سیستم‌های کشش
- EN ۵۰۱۲۳: برنامه‌های راه‌آهن - نصب و راه اندازی ثابت - تابلو D.C.
- EN ۵۰۱۲۴: برنامه‌های کاربردی راه‌آهن - هماهنگی عایق
- EN ۵۰۱۲۵–۲: برنامه‌های کاربردی راه‌آهن - شرایط محیطی برای تجهیزات - قسمت ۲: تأسیسات الکتریکی ثابت
- EN ۵۰۱۲۵–۳: برنامه‌های کاربردی راه‌آهن - شرایط محیطی برای تجهیزات - قسمت ۳: تجهیزات برای سیگنالینگ و ارتباطات راه دور
- EN ۵۰۱۲۶: برنامه‌های کاربردی راه‌آهن - مشخصات و تظاهرات قابلیت اطمینان، در دسترس بودن، قابلیت نگهداری و ایمنی (RAMS)
- EN ۵۰۱۲۸: برنامه‌های کاربردی راه‌آهن - سیستم‌های ارتباطی، سیگنالینگ و پردازش
- EN ۵۰۱۲۹: برنامه‌های کاربردی راه‌آهن - سیستم‌های ارتباطی، سیگنالینگ و پردازش - سیستم‌های الکترونیکی مربوط به ایمنی برای سیگنالینگ
- EN ۵۰۱۳۰: سیستم‌های هشدار - سازگاری الکترومغناطیسی و روش‌های آزمایش محیط زیست
- EN ۵۰۱۳۱: سیستم‌های هشدار - سیستم‌های نفوذ و خرابکاری
- EN ۵۰۱۳۶: سیستم‌های هشدار - سیستم‌های انتقال هشدار
- EN ۵۰۱۵۵: برنامه‌های کاربردی راه‌آهن - تجهیزات الکترونیکی مورد استفاده در قطار نورد
- EN ۵۰۱۵۷: الزامات اتصال داخلی و مشابه تجهیزات الکترونیکی (قسمت ۱ = AV.link)
- EN ۵۰۱۵۹: برنامه‌های کاربردی راه‌آهن - سیستم‌های ارتباطی، سیگنالینگ و پردازش - ارتباطات مربوط به ایمنی در سیستم‌های انتقال
- EN ۵۰۱۵۹–۱: برنامه‌های کاربردی راه‌آهن - سیستم‌های ارتباطی، سیگنالینگ و پردازش - قسمت ۱: ارتباطات مربوط به ایمنی در سیستم‌های انتقال بسته
- EN ۵۰۱۵۹–۲: برنامه‌های کاربردی راه‌آهن - سیستم‌های ارتباطی، سیگنالینگ و پردازش - قسمت ۲: ارتباطات مربوط به ایمنی در سیستم‌های انتقال باز
- EN ۵۰۱۶۳: برنامه‌های کاربردی راه‌آهن ولتاژهای سیستم‌های کشش را عرضه می‌کند
- EN ۵۰۱۷۸: تجهیزات الکترونیکی برای استفاده در تأسیسات برق
- EN ۵۰۲۶۲: غدد کابل متری
- EN ۵۰۲۶۷: گازهای خوردگی
- EN ۵۰۲۷۲–۱: استاندارد برای الزامات ایمنی برای باتری‌های اضافی و نصب باتری - قسمت ۱ اطلاعات ایمنی عمومی
- EN ۵۰۲۷۲–۲: استاندارد برای الزامات ایمنی برای باتری‌های اضافی و نصب باتری - قسمت ۲ باتری‌های ثابت
- EN ۵۰۵۲۲: نصب و راه اندازی نیروگاه‌های برق بیش از ۱ کیلو ولت a.c.
- EN ۵۰۳۰۸: توربین‌های بادی - اقدامات حفاظتی - الزامات طراحی، بهره‌برداری و نگهداری
- EN ۵۰۳۲۵: زیرسیستم ارتباطات صنعتی مبتنی بر استاندارد ISO 11898 (CAN) برای رابط‌های کنترل‌کننده دستگاه است
- EN ۵۰۴۱۲: دستگاه ارتباطات خطوط برق و سیستم‌های مورد استفاده در تأسیسات کم ولتاژ در محدوده فرکانسی 1.6 MHz تا 30 MHz
- EN ۵۰۴۳۶: متوقف کردن الکل
- EN ۵۰۵۲۵: کابل‌های ولتاژ پایین؛ ادغام HD 21 و HD 22.
- EN ۵۰۶۰۰: فناوری اطلاعات - امکانات و زیرساخت‌های مرکز داده
- EN ۵۵۰۱۴: سازگاری الکترومغناطیسی - الزامات برای لوازم خانگی، وسایل الکتریکی و دستگاه‌های مشابه
- EN ۵۵۰۲۲: تجهیزات فناوری اطلاعات. ویژگی‌های اختلال رادیویی
- EN ۵۵۰۲۴: تجهیزات فناوری اطلاعات. ویژگی‌های ایمنی

## استانداردهای ۶۰۰۰۰–۶۹۹۹۹(نسخه‌های CEN استانداردهای IEC)
- EN ۶۰۰۶۵: دستگاه الکترونیک صوتی، تصویری و مشابه - الزامات ایمنی.
- EN ۶۰۹۵۰–۱: تجهیزات فناوری اطلاعات - ایمنی - قسمت ۱: الزامات عمومی
- EN ۶۰۹۵۰–۲۱: تجهیزات فناوری اطلاعات - ایمنی - قسمت ۲۱: تغذیه از راه دور
- EN ۶۰۹۵۰–۲۲: تجهیزات فناوری اطلاعات - ایمنی - Part22: تجهیزات نصب شده در خارج از منزل
- EN ۶۰۹۵۰–۲۳: تجهیزات فناوری اطلاعات - ایمنی - Part23: تجهیزات ذخیره‌سازی داده بزرگ
- EN ۶۱۰۰۰-۱-۲: سازگاری الکترومغناطیسی (EMC). عمومی. روش‌شناسی برای دستیابی به ایمنی عملکرد سیستم‌های الکتریکی و الکترونیکی از جمله تجهیزات با توجه به پدیده‌های الکترومغناطیسی
- EN ۶۱۰۰۰-۱-۳: سازگاری الکترومغناطیسی (EMC). عمومی. اثرات EMP ارتفاع بالا (HEMP) بر تجهیزات و سیستم‌های مدنی
- EN ۶۱۰۰۰-۱-۴: سازگاری الکترومغناطیسی (EMC). عمومی. منطق تاریخی برای محدود کردن فرکانس قدرت تولید هارمونیک جریان از تجهیزات، در محدوده فرکانس تا ۲ کیلوهرتز
- EN ۶۱۰۰۰-۱-۵: سازگاری الکترومغناطیسی (EMC). عمومی. الکترومغناطیس با قدرت بالا (HPEM) بر سیستم‌های مدنی
- EN ۶۱۰۰۰-۱-۶: سازگاری الکترومغناطیسی (EMC). عمومی. راهنمای ارزیابی عدم قطعیت اندازه‌گیری
- EN ۶۱۰۰۰-۲-۲: سازگاری الکترومغناطیسی (EMC). محیط. سطوح سازگاری برای اختلالات انجام شده با فرکانس پایین و سیگنالینگ در سیستم‌های تأمین برق کم ولتاژ عمومی
- EN ۶۱۰۰۰-۲-۴: سازگاری الکترومغناطیسی (EMC). محیط. سطوح سازگاری در گیاهان صنعتی برای اختلالات انجام شده با فرکانس پایین
- EN ۶۱۰۰۰-۲-۹: سازگاری الکترومغناطیسی (EMC). محیط. شرح محیط HEMP. اختلالات منتشر شده انتشارات Basic EMC
- EN ۶۱۰۰۰-۲-۱۰: سازگاری الکترومغناطیسی (EMC). محیط. شرح محیط HEMP. اختلال انجام می‌شود
- EN ۶۱۰۰۰-۲-۱۲: سازگاری الکترومغناطیسی (EMC). محیط. سطوح سازگاری برای اختلالات انجام شده با فرکانس پایین و سیگنالینگ در سیستم‌های قدرت متوسط ولتاژ عمومی
- EN ۶۱۰۰۰-۳-۲: سازگاری الکترومغناطیسی (EMC). محدودیت‌ها محدودیت‌های انتشار هارمونیک فعلی (جریان ورودی تجهیزات تا و از جمله 16 A در هر فاز)
- EN ۶۱۰۰۰-۳-۳: سازگاری الکترومغناطیسی (EMC). محدودیت‌ها محدودیت تغییرات ولتاژ، نوسان ولتاژ و سوسو زدن در سیستم‌های کم ولتاژ دولتی برای تجهیزات با جریان نامی ≤ 16 A در هر فاز و بدون اتصال مشروط
- EN ۶۱۰۰۰-۳-۱۱: سازگاری الکترومغناطیسی (EMC). محدودیت‌ها محدودیت تغییرات ولتاژ، نوسانات ولتاژ و سوسو زدن در سیستم‌های کم ولتاژ دولتی. تجهیزات با ولتاژ فعلی ≤ 75 A و تحت شرایط اتصال مشروط
- EN ۶۱۰۰۰-۳-۱۲: سازگاری الکترومغناطیسی (EMC). محدودیت‌ها
- EN ۶۱۰۰۰-۴-۱: سازگاری الکترومغناطیسی (EMC). تکنیک‌های تست و اندازه‌گیری مقدمه ای از سری IEC 61000-4
- EN ۶۱۰۰۰-۴-۲: سازگاری الکترومغناطیسی (EMC). تکنیک‌های تست و اندازه‌گیری آزمون ایمنی تخلیه الکترواستاتیک. انتشارات Basic EMC
- EN ۶۱۰۰۰-۴-۳: سازگاری الکترومغناطیسی (EMC). تکنیک‌های تست و اندازه‌گیری اشعه ایکس، فرکانس رادیویی، آزمون ایمنی میدان الکترومغناطیسی
- EN ۶۱۰۰۰-۴-۴: سازگاری الکترومغناطیسی (EMC). تکنیک‌های تست و اندازه‌گیری تست ایمنی سریع / گذرا سریع برق
- EN ۶۱۰۰۰-۴-۵: سازگاری الکترومغناطیسی (EMC). تکنیک‌های تست و اندازه‌گیری تست ایمنی بالا
- EN ۶۱۰۰۰-۴-۶: سازگاری الکترومغناطیسی (EMC). تکنیک‌های تست و اندازه‌گیری ایمنی به اختلالات انجام شده، ناشی از زمینه‌های فرکانس رادیویی
- EN ۶۱۰۰۰-۴-۷: سازگاری الکترومغناطیسی (EMC). تکنیک‌های تست و اندازه‌گیری راهنمای عمومی در مورد هارمونیک‌ها و اندازه‌گیری‌ها و ابزار دقیق برای سیستم‌های قدرت و تجهیزات متصل به آن
- EN ۶۱۰۰۰-۴-۸: سازگاری الکترومغناطیسی (EMC). تکنیک‌های تست و اندازه‌گیری تست ایمنی زا بودن میدان مغناطیسی. انتشارات Basic EMC
- EN ۶۱۰۰۰-۴-۱۱: سازگاری الکترومغناطیسی (EMC). تکنیک‌های تست و اندازه‌گیری افت ولتاژ، وقفه‌های کوتاه و آزمون‌های ایمنی تغییرات ولتاژ
- EN ۶۱۰۰۰-۴-۱۲: سازگاری الکترومغناطیسی (EMC). تکنیک‌های تست و اندازه‌گیری آزمون ایمنی نوسانات امواج. انتشارات Basic EMC
- EN ۶۱۰۰۰-۴-۱۳: سازگاری الکترومغناطیسی (EMC). تکنیک‌های تست و اندازه‌گیری هارمونی‌ها و اینتراراگونیک‌ها از جمله سیگنال‌های اصلی در a.c. پورت قدرت، آزمایش‌ها ایمنی با فرکانس پایین
- EN ۶۱۰۰۰-۴-۱۴: سازگاری الکترومغناطیسی (EMC). تکنیک‌های تست و اندازه‌گیری آزمون ایمنی نوسان ولتاژ برای تجهیزات با جریان ورودی که بیش از 16 A در هر فاز نیست
- EN ۶۱۰۰۰-۴-۱۵: سازگاری الکترومغناطیسی (EMC). تکنیک‌های تست و اندازه‌گیری فلیکرمتر مشخصات عملکردی و طراحی انتشارات Basic EMC
- EN ۶۱۰۰۰-۴-۱۶: سازگاری الکترومغناطیسی (EMC). تکنیک‌های تست و اندازه‌گیری تست ایمنی به انجام، اختلالات حالت معمولی در محدوده فرکانس ۰ تا ۱۵۰ کیلو هرتز
- EN ۶۱۰۰۰-۴-۱۷: سازگاری الکترومغناطیسی (EMC). تکنیک‌های تست و اندازه‌گیری بر روی d.c. تست ایمنی پورت ورودی ورودی
- EN ۶۱۰۰۰-۴-۱۸: سازگاری الکترومغناطیسی (EMC). تکنیک‌های تست و اندازه‌گیری تست ایمنی زاویهٔ نوسان دمایی
- EN ۶۱۰۰۰-۴-۱۹: سازگاری الکترومغناطیسی (EMC). تکنیک‌های تست و اندازه‌گیری تست ایمنی به انجام، اختلال حالت‌های مختلف و سیگنالینگ در محدوده فرکانس 2 kHz تا 150 kHz در a.c. پورت‌های قدرت
- EN ۶۱۰۰۰-۴-۲۰: سازگاری الکترومغناطیسی (EMC). تکنیک‌های تست و اندازه‌گیری آزمایش انتشار و ایمنی در موجبرهای الکترومغناطیسی عرضی (TEM)
- EN 61000-4-21: سازگاری الکترومغناطیسی (EMC). تکنیک‌های تست و اندازه‌گیری روش‌های آزمون محفظه بازتابی
- EN ۶۱۰۰۰-۴-۲۲: سازگاری الکترومغناطیسی (EMC). تکنیک‌های تست و اندازه‌گیری اندازه‌گیری‌های منتشر شده و ایمنی در اتاق‌های کاملاً بیخوابی (FARs)
- EN ۶۱۰۰۰-۴-۲۳: سازگاری الکترومغناطیسی (EMC). تکنیک‌های تست و اندازه‌گیری روش‌های آزمون برای دستگاه‌های محافظتی HEMP و سایر اختلالات تابش
- EN ۶۱۰۰۰-۴-۲۴: سازگاری الکترومغناطیسی (EMC). تکنیک‌های تست و اندازه‌گیری روش‌های آزمون برای دستگاه‌های حفاظتی برای HEMP اختلال انجام شده‌است. انتشارات Basic EMC
- EN ۶۱۰۰۰-۴-۲۵: سازگاری الکترومغناطیسی (EMC). تکنیک‌های تست و اندازه‌گیری روش‌های آزمون ایمنی HEMP برای تجهیزات و سیستم‌ها
- EN ۶۱۰۰۰-۴-۲۷: سازگاری الکترومغناطیسی (EMC). تکنیک‌های تست و اندازه‌گیری عدم تعادل، تست ایمنی برای تجهیزات با جریان ورودی بیش از 16 A در هر فاز
- EN ۶۱۰۰۰-۴-۲۸: سازگاری الکترومغناطیسی (EMC). تکنیک‌های تست و اندازه‌گیری تغییر فرکانس قدرت، آزمون ایمنی برای تجهیزات با جریان ورودی که بیش از 16 A در هر فاز نیست
- EN ۶۱۰۰۰-۴-۲۹: سازگاری الکترومغناطیسی (EMC). تکنیک‌های تست و اندازه‌گیری افت ولتاژ، وقفه‌های کوتاه و تغییرات ولتاژ در پورت‌های d.c.input قدرت. آزمایش‌ها ایمنی انتشار عمومی EMC.
- EN ۶۱۰۰۰-۴-۳۰: سازگاری الکترومغناطیسی (EMC). تکنیک‌های تست و اندازه‌گیری تکنیک‌های تست و اندازه‌گیری روش اندازه‌گیری کیفیت قدرت
- EN ۶۱۰۰۰-۴-۳۴: سازگاری الکترومغناطیسی (EMC). تکنیک‌های تست و اندازه‌گیری افت ولتاژ، وقفه کوتاه و تغییرات ولتاژ ایمنی آزمون برای تجهیزات با جریان اصلی بیش از 16 A در هر فاز
- IEC ۶۱۰۰۰-۵-۱ سازگاری الکترومغناطیسی (EMC). دستورالعمل نصب و رفع اشکال ملاحظات عمومی انتشارات Basic EMC
- EN ۶۱۰۰۰-۵-۵ سازگاری الکترومغناطیسی (EMC). دستورالعمل نصب و رفع اشکال مشخصات دستگاه‌های حفاظتی برای HEMP اختلال انجام شده‌است. انتشارات Basic EMC
- EN ۶۱۰۰۰-۵-۷ سازگاری الکترومغناطیسی (EMC). دستورالعمل نصب و رفع اشکال درجه حفاظت توسط محوطه در برابر اختلالات الکترومغناطیسی (کد EM). درجه حفاظت در برابر اختلالات الکترومغناطیس ارائه شده توسط محوطه (کد EM)
- EN ۶۱۰۰۰-۶-۱ سازگاری الکترومغناطیسی (EMC). استانداردهای عمومی ایمنی برای محیط‌های مسکونی، تجاری و نور صنعتی
- EN ۶۱۰۰۰-۶-۲ سازگاری الکترومغناطیسی (EMC). استانداردهای عمومی ایمنی برای محیط‌های صنعتی
- EN ۶۱۰۰۰-۶-۳ سازگاری الکترومغناطیسی (EMC). استانداردهای عمومی استاندارد انتشار برای محیط‌های مسکونی، تجاری و نور صنعتی
- EN ۶۱۰۰۰-۶-۴ سازگاری الکترومغناطیسی (EMC). استانداردهای عمومی استاندارد انتشار برای محیط‌های صنعتی